# 에리크 세게르스테트
에리크 세게르스테트(Erik Segerstedt, 1983년 4월 20일 ~ )는 스웨덴의 가수로, 《아이돌》 세번째 시즌의 준우승자이다.